# Irvin Cohen
Irvin Sol Cohen (1917-1955) est un mathématicien américain, membre du Massachusetts Institute of Technology et qui travaillait sur les anneaux locaux.

## Biographie
Irvin Cohen a soutenu en 1942 un Ph. D. sous la supervision d'Oscar Zariski à l'université Johns-Hopkins, avec une thèse intitulée « The Structure and Ideal Theory of Local Rings ». Dans sa thèse, Irvin Cohen démontre le théorème appelé maintenant le  théorème de structure de Cohen (en) qui caractérise les anneaux locaux noethériens complets,. En 1946, il prouve le théorème de non-mélange pour les anneaux de séries formelles. Ces anneaux sont appelés anneaux de Cohen-Macaulay d'après lui et Francis Sowerby Macaulay.
Cohen publie, avec Abraham Seidenberg (en), des théorèmes appelés théorèmes de Cohen-Seidenberg, également connus sous le nom de théorèmes de montée et de descente. Il a également coécrit des articles avec Irving Kaplansky. L'un de ses doctorants était R. Duncan Luce.

## Décès
Cohen meurt en février 1955, une semaine après avoir rendu visite à Zariski à Cambridge, apparemment par suicide. De nombreuses années plus tard, Zariski a déclaré, à propos de sa mort :

« Many things are necessary to make a good scientist, a creative man, and left on his own Cohen found himself unproductive. Highly critical of himself and others, he believed that nothing he ever wrote was as good as his thesis. He became increasingly involved with abstract algebra until he found himself at a certain point without ground under his feet. He became disappointed in his work, and finally, fatally, in his own ability. »

## Publications
- Irvin S. Cohen, « On the structure and ideal theory of complete local rings », Trans. Amer. Math. Soc., vol. 59, no 1,‎ 1946, p. 54-106 (DOI 10.2307/1990313)
- Irvin S. Cohen et Abraham Seidenberg, « Prime ideals and integral dependence », Bull. Amer. Math. Soc., vol. 52,‎ 1946, p. 252-261 (DOI 10.1090/s0002-9904-1946-08552-3, MR 0015379)
- Irvin S. Cohen et Irving Kaplansky, « Rings with a finite number of primes. I », Trans. Amer. Math. Soc., vol. 60,‎ 1946, p. 468-477 (DOI 10.2307/1990350, lire en ligne)
- Irvin S. Cohen, « Commutative rings with restricted minimum condition », Duke Math. J., vol. 17,‎ 1950, p. 27-42
- Irvin S. Cohen, « Length of prime ideal chains », Amer. J. Math., vol. 76,‎ 1954, p. 654-668 (DOI 10.2307/2372708)
- Irvin S. Cohen et Irving Kaplansky, « Rings for which every module is a direct sum of cyclic modules », Math. Z., vol. 54, no 1,‎ 1951, p. 97-101
- Irvin S. Cohen et Oscar Zariski, « A fundamental inequality in the theory of extensions of valuations », Illinois J. Math., vol. 1,‎ 1957, p. 1-8 (DOI 10.1215/ijm/1255378500)